# 堡康利
堡康利（意大利語：Buitoni）是意大利一家食品公司，成立于1827年，创始人為朱丽亚·堡康利，主要經營義大利食品產品及餐廳。1988年，被雀巢公司收购，之後向海外市場發展。

## 外部連結
義大利食品品牌堡康利：突破英吉利海峽 （页面存档备份，存于）